# Alemitu Abera

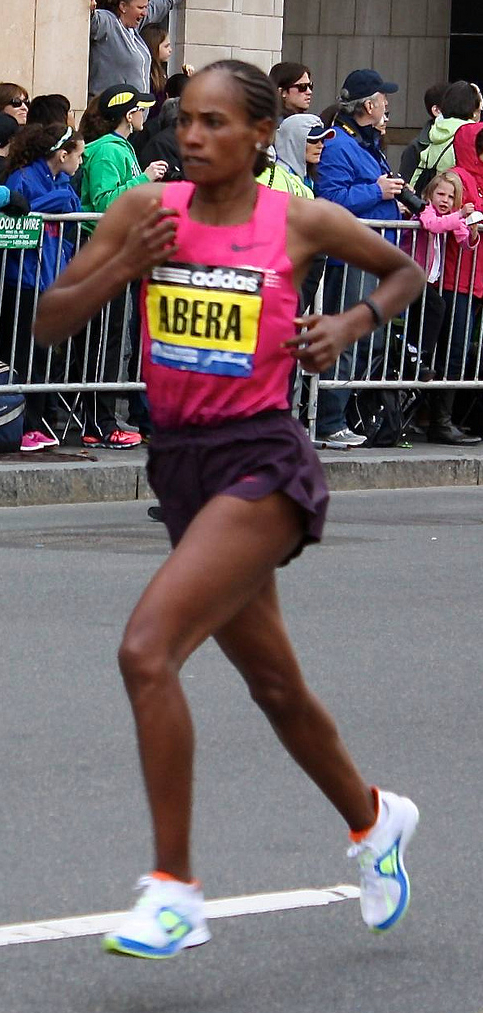
Alemitu Abera beim Boston-Marathon 2013

Alemitu Abera (* 1. Januar 1986) ist eine äthiopische Marathonläuferin.
2005 wurde sie Zehnte beim Juniorinnenrennen der Crosslauf-Weltmeisterschaften in Saint-Galmier und Vize-Afrikajuniorenmeisterin über 3000 m. 2008 wurde sie Dritte bei den 10 km du Conseil Général.
2009 wurde sie Siebte beim Istanbul-Marathon, 2010 Dritte beim Houston-Marathon, Vierte beim Ottawa-Marathon und Zweite in Istanbul. 2011 gelang ihr nach einem zweiten Platz beim Xiamen-Marathon und einem dritten beim Daegu-Marathon beim dritten Anlauf ein Sieg in Istanbul. 2012 folgten Siege in Houston und Daegu. 2013 belegte sie beim Boston-Marathon mit einer Zeit von 2:33:46 h den 13. Platz.

## Persönliche Bestzeiten
- 3000 m: 9:15,61 min, 1. September 2005, Radès
- 5000 m: 15:53,91 min, 23. November 2005, Chiba
- 10-km-Straßenlauf: 32:46 min, 1. Mai 2008, Marseille
- Marathon: 2:23:14 h, 15. Januar 2012, Houston